# Cephalotes alfaroi
Espèce
Cephalotes alfaroi est une espèce de fourmis arboricoles du genre Cephalotes, caractérisée par une tête surdimensionnée et plate ainsi que des pattes plus larges que leurs cousines terrestres. On la trouve principalement dans les forêts tropicales d'Amérique du sud et centrale.